# Into the Night (sèrie de televisió)
Into the Night és una sèrie de televisió belga de ciència-ficció apocalíptica, creada per Jason George, inspirant-se en la novel·la de ciència-ficció polonesa Starość aksolotla (El vell axolot) de Jacek Dukaj. La sèrie es va estrenar a Netflix el primer de maig de 2020 i és la primera sèrie original belga de Netflix.

## Argument
La sèrie segueix un grup de persones segrestades a bord d'un vol nocturn de Brussel·les a Moscou. El segrestador, un militar de l'OTAN, obliga el vol a dirigir-se cap a l'oest en un intent de sobreviure a un suposat esdeveniment solar catastròfic que mata tots els organismes vius durant les hores del dia.

## Producció
A principis de setembre de 2019, Netflix anuncià la producció de la seva primera sèrie de televisió belga, produïda pels belgues Inti Calfat i Dirk Verheye i dirigida per la companyia Entre Chien et Loup. A final de setembre del 2019, Netflix revelà els actors de la producció, que serien Pauline Étienne, Laurent Capelluto, Nabil Mallat, Stefano Cassetti, Jan Bijvoetti, Astrid Whettnall, Vincent Londez, Regona Bekkinina, Alba Gaïa Bellugi, Babetida Sadjo, Mehmet Kurtulus i Ksawery Szlenkier. El rodatge començà el setembre del 2019 a Amsterdam, a Bulgària i parcialment en estudi, així com a Bèlgica i a Macedònia durant cinquanta dies.

## Repartiment
- Jan Bijvoet com a Richard 'Rik' Mertens, un vigilant de seguretat que viatjava a Moscou per veure la seva xicota
- Nabil Mallat com a Osman Azizi, treballador de neteja de l'aeroport
- Pauline Étienne com a Sylvie Bridgette Dubois, antiga pilot militar d'helicòpters
- Laurent Capelluto com a Mathieu Daniel Douek, copilot
- Stéfano Cassetti com a Terenzio Matteo Gallo, oficial de l'OTAN
- Astrid Whettnall com a Gabrielle Renoir, assistent de vol
- Vincent Londez com a Horst Baudin, científic del clima
- Regina Bikkinina com a Zara Oblonskaya, una mare russa que té un fill malalt, Dominik
- Alba Gaïa Bellugi com a Ines Mélanie Ricci, una celebritat a Internet
- Babetida Sadjo com a Laura Djalo, infermera d'atenció domiciliària
- Mehmet Kurtulus com a Ayaz Kobanbay, un misteriós home turc
- Ksawery Szlenkier com a Jakub Kieslowski, mecànic
- Chris TDL com a Christopher Newland